# Стилі навчання
Стилі навчання - це термін що описує набір конкуруючих і спірних теорій що намагаються описати відмінності в навчанні різних особистостей.

## Зноски
1. ↑  Coffield, Frank; Moseley, David; Hall, Elaine; Ecclestone, Kathryn (2004). Learning styles and pedagogy in post-16 learning: a systematic and critical review (PDF). London: Learning and Skills Research Centre. ISBN 1853389188. OCLC 505325671. Архів оригіналу (PDF) за 4 березня 2016. {{cite book}}: Cite має пустий невідомий параметр: |df= (довідка)